# Руйно
Руйно е село в Североизточна България. То се намира в община Дулово, област Силистра. 

## География
Руйно е в Лудогорието, намира се на 14 km от град Дулово.

### Население
Числеността на населението според преброяванията през годините:
| \| Година на преброяване \| Численост \| \| --------------------- \| --------- \| \| 1934 \| 818 \| \| 1946 \| 903 \| \| 1956 \| 1025 \| \| 1965 \| 1096 \| \| 1975 \| 1140 \| \| 1985 \| 1168 \| \| 1992 \| 1104 \| \| 2001 \| 924 \| \| 2011 \| 892 \| \| 2021 \| 798 \| |           |
| Година на преброяване | Численост |
| 1934 | 818       |
| 1946 | 903       |
| 1956 | 1025      |
| 1965 | 1096      |
| 1975 | 1140      |
| 1985 | 1168      |
| 1992 | 1104      |
| 2001 | 924       |
| 2011 | 892       |
| 2021 | 798       |

Преброяване на населението през 2011 г.
Численост и дял на етническите групи според преброяването на населението през 2011 г.:
|                     | Численост, души | Дял, % |
| Общо                | 886             | 100 %  |
| Българи             |                 |        |
| Турци               | 884             | 99.7 % |
| Цигани              |                 |        |
| Други               | -               | -      |
| Не се самоопределят | 2               | 0.3 %  |
| Не са отговорили    |                 |        |

### Стопанство
Икономически селото е ориентирано аграрно, като основен дял имат пшеницата, царевицата и слънчогледът.
Поради наличието на голямо количество пасища и мери в района на селото животновъдството също се радва на популярност, като най-разпространени са говедовъдството (черношарена порода), овцевъдството (тънкорунни – вълнодайни породи).
Много разпространено е и пчеларството.

## История
През Османския период, след Освобождението и през периода на румънско господство над Добруджа от 1919 до 1940 година селото се нарича Къзъл бурун (на турски език червен нос). Населението на селото е предимно от турски произход, като съществуват различни теории за произхода на му. Едната теория гласи, че са наследници на изселници, дошли по тези земи след 1487 г., когато османците унищожават Караманското царство и изселват населението му. Друга теория сочи за вероятни основатели на селото бежанци от Oсмано-Персийските войни след 1525 г.
Статистика относно броя на жителите на Къзъл бурун след Освобождението е налична при направените преброявания през 1881 и 1893 г. Селото е преименувано на Руйно със заповед МЗ № 2191/обн. 27 юни 1942 г.
Народно основно училище „Максим Горки“ работи в селото от 1936 до 1986 г., а Народно читалище „Христо Ботев“ – с. Руйно е създадено през 1949 г. През периода 1944 – 1959 г. селото е част от селска община с управление и съвет в село Правда. ТКЗС „9-ти септември“ – Руйно е учредено през 1955 г. От 1959 до 1972 година селото се администрира от общински център в Чернолик, а от 1975 г. към Съвета в село Яребица.
Към 1976 г. в Руйно функционира работилница за ремонт на селскостопанска техника. От 1979 г. селото е включено в селищна система с център Окорш, като останалите съставни села са Боил, Вокил, Долец, Овен, Орешене, Паисиево, Правда и Яребица. От 1987 г. Руйно е самостоятелно кметство към Община Дулово.

## Културни и природни забележителности
До селото има две ранносредновековни крепости от IX-XI век – Картал кале (Орлова крепост) и Аязмото (Извора), разположени само на 4 км една от друга. Те са охранявали древния стратегически път между столиците Плиска и Велики Преслав и Дунав. Крепостите са били плячкосва многократно от иманяри, като се носи славата и на жители на близките села които забогатяват от това.
Проведени разкопки откриват доказателства за храм в чест на Залмоксис, предполагаемо божество почитано от Гетите и Даките, който впоследствие по времето на Първата Българска Държава е превърнат в скален манастир. В близост е построена крепост с църква.
Преобладаващото население на селото са мюсюлмани сунити и алевии Накшикадрия. От края на 90-те години на ХХ век водачи на Бобайската алевийска общност в гр. Дулово начело с тогавашния председател на областния съвет на ДПС Гюнай Сефер обявяват местността за свързана с пребиваването на мюсюлманския светец Демир Баба (Железния баща). Типично, това население носи в традиционната си култура почитта към свещени извори (аязмо), и посещава района на теккето и изворите край него. През 2005 г. се построява тюрбе по подобие на това край село Свещари, Община Исперих както и обреден дом с пейки и маси за гости. В строежа със средства се включва и депутатът от ДПС Камен Костадинов. Това обаче се отразява негативно на околната среда, като в някои скални ниши до тюрбето са палени огньове.  